# На грани сомнения
«На грани сомнения» (англ. Suspension of Disbelief) — триллер 2013 года режиссёра Майка Фиггиса.
Премьера состоялась 12 ноября 2012 года на Римском кинофестивале, где картина получила номинацию на премию «CinemaXXI Award». В России фильм впервые был показан 16 мая 2013 года.

## Сюжет
У писателя Мартина пропала без вести жена. Спустя 15 лет на съёмках фильма Мартин встречает Анжелику, очень похожую на его жену. Но в этот же вечер она исчезает, а на следующий день полиция находит её тело и начинает расследование.

## В ролях
| Актёр             | Роль                     |
| ----------------- | ------------------------ |
| Себастьян Кох     | Мартин                   |
| Лотта Вербек      | Тереза/Анжелика          |
| Эмилия Фокс       | Клэр Джонс               |
| Ребекка Найт      | Сара                     |
| Оуэн Маккен       | Грег                     |
| Локлен Нибор      | Доминик                  |
| Фрэнсис де ла Тур | Неста                    |
| Джулиан Сэндс     | главный инспектор Хэкетт |
| Кеннет Крэнем     | Баллок                   |
| Мелия Крейлинг    | Джульетта                |
| Наоко Мори        | Флой                     |

## Отзывы
Фильм получил отрицательные отзывы кинокритиков. На сайте Rotten Tomatoes у фильма 14 % положительных рецензий из 7. Питер Брэдшоу из газеты «The Guardian» оценил фильм в 2 звезды из 5.